# Pacush Blues

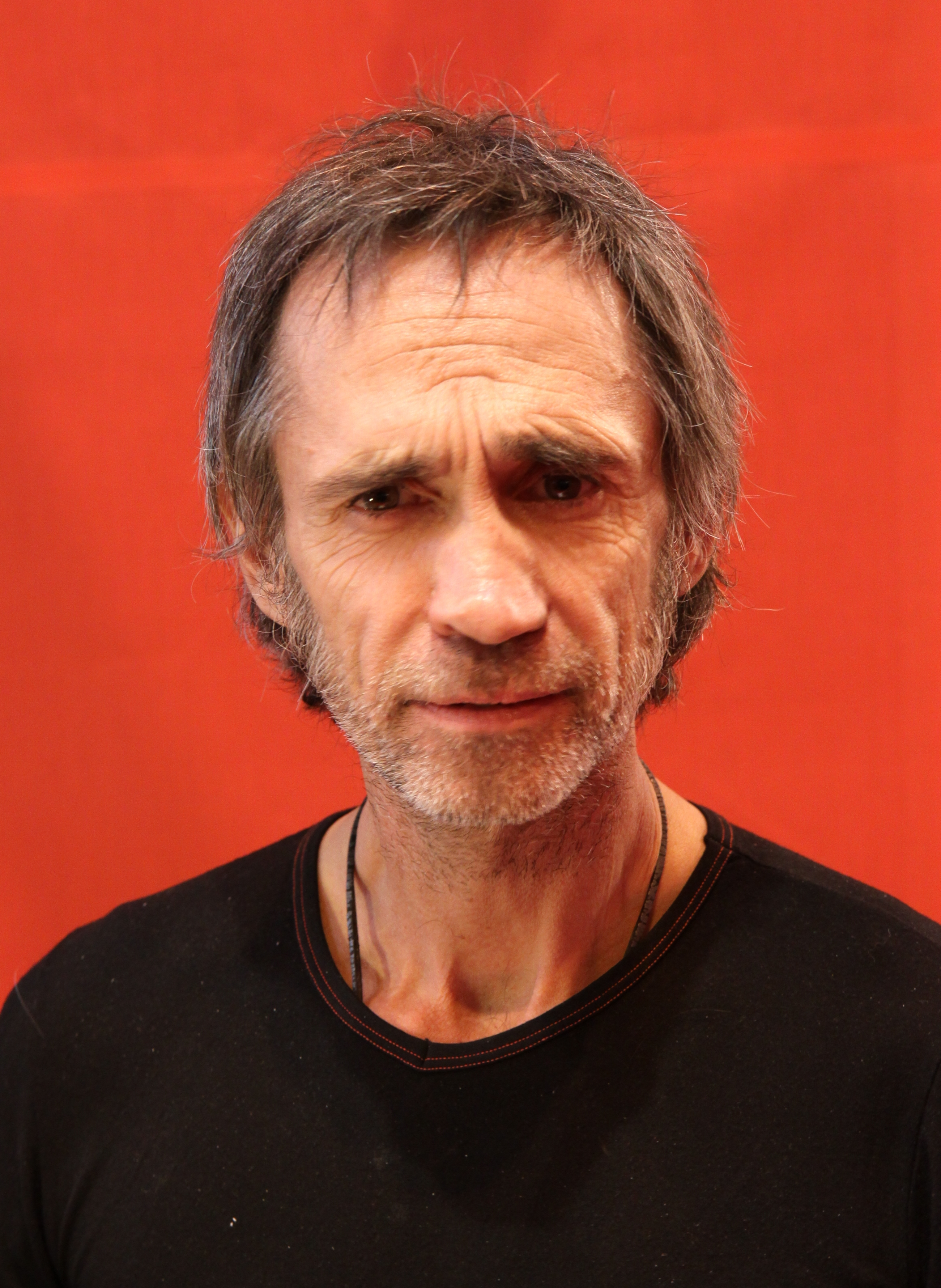
Ptiluc, l'auteur de la série, au salon du livre de Paris 2010.

Pacush Blues est une série de bande dessinée de Ptiluc dont les treize albums ont été publiés par Vents d'Ouest de 1983 à 2010.

## Synopsis
(juin 2017).
Si vous disposez d'ouvrages ou d'articles de référence ou si vous connaissez des sites web de qualité traitant du thème abordé ici, merci de compléter l'article en donnant les références utiles à sa vérifiabilité et en les liant à la section « Notes et références ».
Les mésaventures d'une poignée de rats, qui survivent dans un monde chaotique.
Le mot « synopsis » est mal choisi pour désigner la série dans son ensemble, dans la mesure où les épisodes ne sont pas explicitement « reliés » entre eux : si l'univers reste le même (un monde hostile et dysfonctionnel, qui devient parfois le principal antagoniste des personnages – le titre Le mal de mer en dit long – ), et si on retrouve parfois, de loin en loin, des protagonistes ou des motifs, il n'y a pas de personnage principal à proprement parler, dont on puisse suivre le parcours au fil des opus. Chaque album (ou double album, si l'histoire s'étend sur deux volumes) comporte son ou ses héros.
Une autre particularité de la série est sa complexité : mêlant philosophie, psychologie, et un humour relativement sombre, souvent morbide, Pacush Blues n'a absolument rien d'une bande dessinée pour enfant. Cet aspect est déjà très travaillé à partir du deuxième album (le thème de la quête philosophique et personnelle est presque un leitmotiv de la série), faisant intervenir de nombreuses thématiques et également de nombreux symboles : chaque épisode soulève ainsi des questionnements relatifs (entre autres, car les thématiques évoluent avec les épisodes) à la recherche de soi et de l'autre, de la vérité, de la réalité, etc : ce côté presque métaphysique prend souvent du relief avec l'évolution de l'histoire.
La série est en parallèle axée sur un humour macabre, parfois franchement glauque. Si l'aspect « sketch » est surtout présent dans le premier épisode et la série « Faces de rat », chaque épisode a ses saynètes.
Les « Pacush Blues » sont toujours en cours de publication (13 tomes actuellement), rien pour l'instant ne laissant présager à la série une fin à proprement parler.

## Albums
1. Premières mesures, 1983.
2. Second Souffle : Jefferson ou le mal de vivre, 1983.
3. Troisième Zone : L'importance majeure des accords mineurs, 1984.
4. Quatrième Dimension : Destin farceur crescendo, 1985.
5. Bidon cinq : Destin farceur decrescendo, 1986.
6. Sixte mineure : Le Mal de mer, 1988.
7. Septième Saut : Variations sur un thème imposé, 1991.
8. Sentence huitième : La Logique du pire, 1993.
9. Neuvaine : Relecture du mythe de Frankenstein : Renaissance, 1996.
10. Décimation : Relecture du mythe de Frankenstein : Remords, 1997.
11. Émergence onzième : Quelques vérités sur le mensonge, 2001.
12. Douzième Véhicule : Autopsie de mondes en déroute, 2005.
13. Treizième Porte : Correspondance avec les corps obscurs, 2010.

- Hors Série inédit, 1994  (ISBN 2-86967-288-8). Tirage limité réservé aux acheteurs de deux albums de la collection.